# Заольшине (Люблінське воєводство)
Заольшине (пол. Zaolszynie) — село в Польщі, у гміні Тшебешув Луківського повіту Люблінського воєводства.
Населення — 232 особи (2011).
У 1975—1998 роках село належало до Седлецького воєводства.

## Демографія
Демографічна структура станом на 31 березня 2011 року:
|          | Загалом | Допрацездатний вік | Працездатний вік | Постпрацездатний вік |
| -------- | ------- | ------------------ | ---------------- | -------------------- |
| Чоловіки | 129     | 30                 | 83               | 16                   |
| Жінки    | 103     | 20                 | 56               | 27                   |
| Разом    | 232     | 50                 | 139              | 43                   |